# 더운술
더운술 또는 온주(溫酒)는 따뜻하게 데운 술이다.

## 종류

### 한국
- 모주

### 유럽
- 글뤼바인
- 글뢰그
- 뱅 쇼
- 아이리시 커피
- 에그노그